# 陈空崖
陈空崖（？—1297年10月28日），宋朝末年元朝初年温州人。
大德元年（1297年），陈空崖自称恢复宋朝，改元正治，十月十二日辛丑，元朝以妖言将他诛杀。

## 年号
陳空崖的年号为正治（1297年十月），前后共1个月。

## 深入閱讀
- 李崇智. . 北京: 中華書局. 2004年12月. ISBN 7101025129.